# لاک-سنت-ماری، کبک
لاک-سنت-ماری (به فرانسوی: Lac-Sainte-Marie) شهری در منطقه شهری لا وله-دو-لا-گاتینو ناحیه اوتاوه در استان کبک کانادا است. در سرشماری سال ۲۰۱۱ این شهر ۵۱۸ نفر جمعیت داشته‌است و مساحت آن ۲۱۱٫۱۳ کیلومتر مربع است.